# Optisch centrum
Optisch centrum is een term uit paginaopmaak of ontwerp. Het beschrijft een punt dat enigszins afwijkt van het geometrische middelpunt van een object zodat het visueel toch wordt waargenomen als het middelpunt.

## Optisch centrum in design

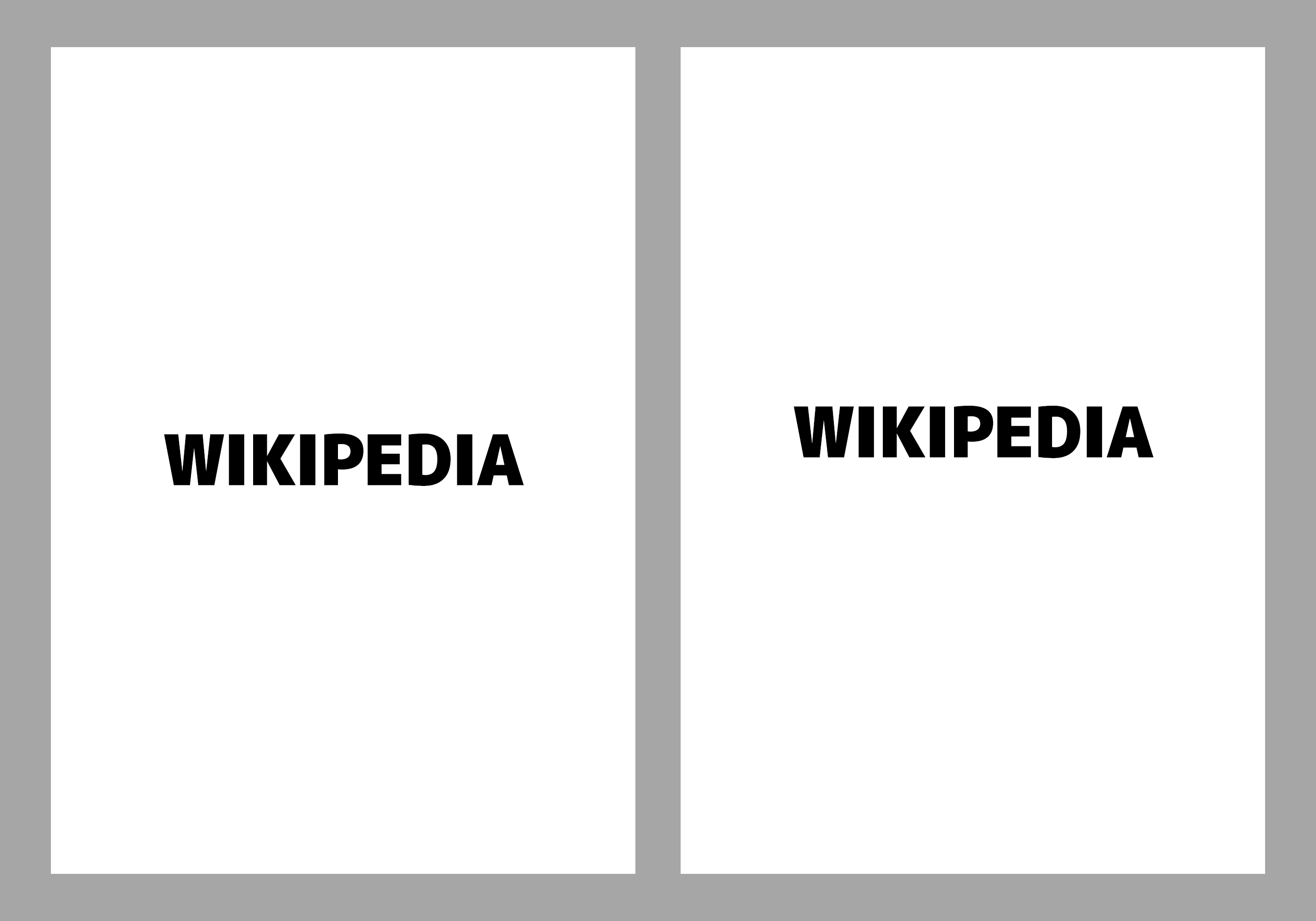
Links: geometrisch centrum. Rechts: optisch centrum.
Formaat: DIN A4

Er bestaat geen absolute berekening voor het optische centrum. Vaak wordt er bij de bepaling gekozen voor het gevoel.
Het optische centrum wordt vooral gebruikt waar typografisch of architecturaal verticaal in het midden van een omringend formaat wordt geplaatst. Het optische centrum is belangrijker als de elementen ook horizontaal gecentreerd zijn.

### Balanslijn

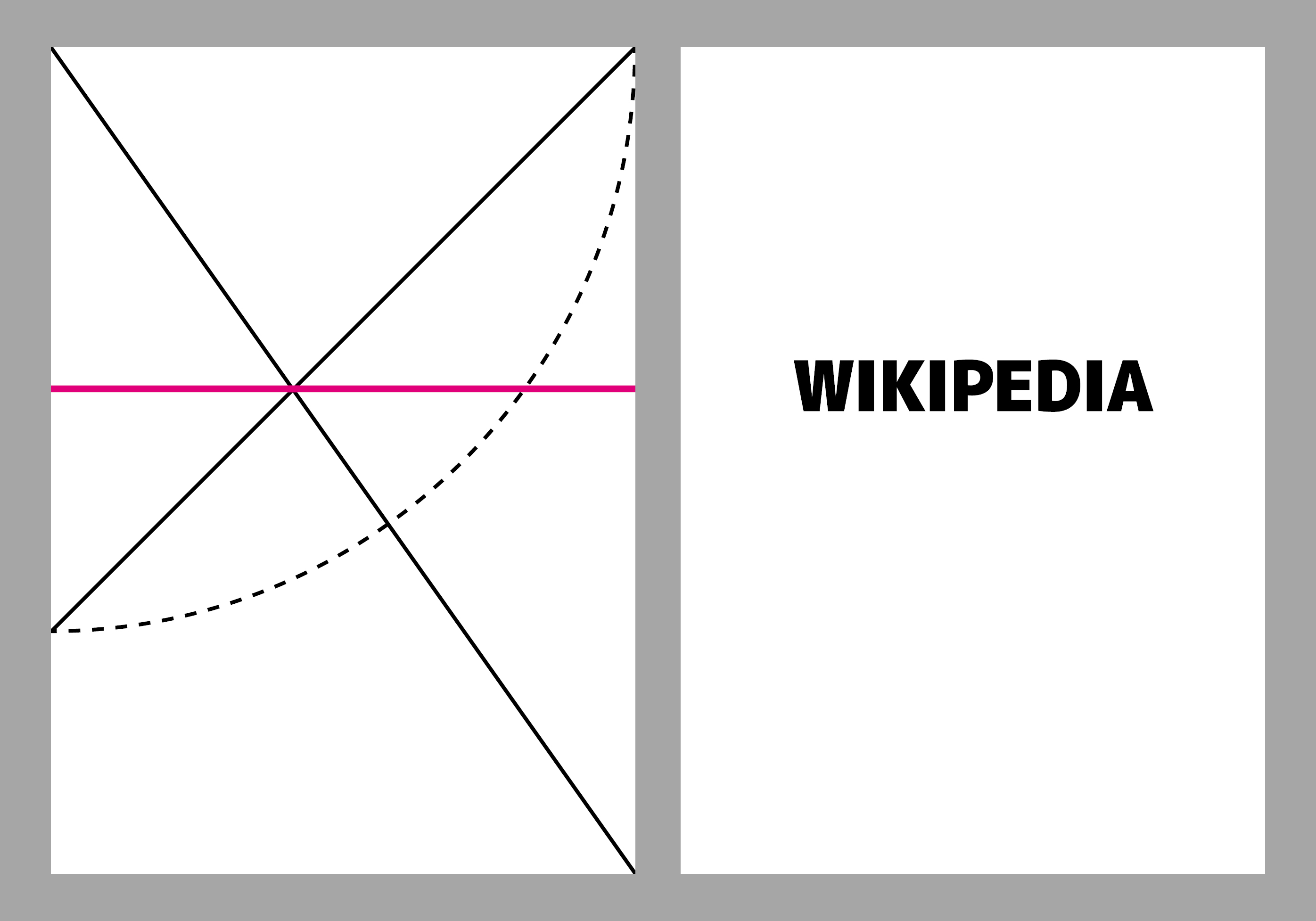
Links: Constructie van de balanslijn volgens Hallberg.
Rechts: toepassing bij het formaat: DIN A4

Volgens Hallberg wordt balanslijn geconstrueerd waar de afzonderlijke elementen harmonieus en uitgebalanceerd worden gegroepeerd om zo een visueel evenwicht te creëren.
Wanneer b de paginabreedte (210 mm voor A4 rechtopstaand) is en h de hoogte (297 mm), dan komen x de horizontale en y de verticale afstand vanaf de linkerbovenhoek overeen met  het snijpunt van de rechthoekige diagonaal (van linksboven naar beneden rechts).
De hoogte y van de straal wordt berekend met behulp van de straalstelling. De straalstelling wordt toegepast op zowel de rechthoekige diagonaal als de vierkante diagonaal. De straalstelling voor de rechthoekige diagonaal is:
{\displaystyle {\frac {y}{h}}={\frac {x}{b}}\qquad \Longleftrightarrow \qquad x={\frac {b}{h}}\times y}
Omdat de ribben van een vierkant gelijk zijn, kan de straal voor de vierkante diagonaal als volgt worden geschreven:
{\displaystyle {\frac {y}{b}}={\frac {b-x}{b}}\qquad \Longleftrightarrow \qquad y=b-x}
Door substitutie van  tweede in de eerste vergelijking kan y worden berekend:
{\displaystyle y=b-{\frac {b}{h}}\times y\qquad \Longleftrightarrow \qquad y={\frac {b}{1+{\frac {b}{h}}}}={\frac {b\times h}{b+h}}}
Voor een A4-pagina is dit het resultaat {\displaystyle y={\tfrac {210\times 297}{210+297}}\,{\text{mm}}\approx 123\,{\text{mm}}} van boven of 174 mm van onderaf, wat komt door de bijzondere beeldverhouding (1 ∶ √2) precies {\displaystyle 2\times (297-210)\,{\text{mm}}}.